# Математичка константа
Математичка константа је величина, најчешће реални број или комплексни број, која се појављује у математичким формулама као сразмера међу величинама. Уобичајено је да се цели бројеви не разматрају као посебне математичке константе већ су то скоро увек трансцендентни бројеви који се не могу представити у неком затвореном облику, као полиноми рационалних бројева.

## Основне математичке константе

### Архимедова константаπ
Константа π (пи) има природну дефиницију у Еуклидовој геометрији (као однос између обима и пречника круга), али се може наћи на многим местима у математици: на пример, Гаусов интеграл у комплексној анализи, корени јединице у теорији бројева, и Кошијеве расподеле у вероватноћи. Међутим, њена свеприсутност није ограничена на чисту математику. Она се појављује у многим формулама у физици, а неколико физичких константи је најприродније дефинисано са π или његовом реципрочном фактору. Дискутабилно је, међутим, да су ова појављивања фундаментална у било којем смислу. На пример, у уџбеничко нерелативистичко основно стање таласне функције атома водоника је
{\displaystyle \psi (\mathbf {r} )={\frac {1}{(\pi a_{0}^{3})^{1/2}}}e^{-r/a_{0}},}
где је {\displaystyle a_{0}} Боров радијус. Ова формула садржи π, али није јасно да ли је та константа фундаментална у физичком смислу, или је то само одраз присуства π у изразу {\displaystyle {4\pi r^{2}}} за површину сфере са радијусом {\displaystyle r}. Даље, ова формула даје само приближан опис физичке стварности, јер изоставља спин, релативност и квантну природу самог електромагнетног поља. Исто тако, присуство π у формули Кулоновог закона у СИ јединицама зависи од избора јединица, и историјска је случајност везана за то како је Ђовани Ђорђи у праксу електромагнетизма увео такозвану пермитивност слободног простора 1901. године. Тачно је да када су изабране различите константе у једном односу, појава π у другим односима је неизбежна, али та појава је увек из математичког разлога као у примеру горње таласне функције атома водоника, а не а физичког.
Нумеричка вредсност π је приближно 3,1415926536 (секвенца A000796 у ).

### Ојлеров бројe
Ојлеров број e, такође познат и као константа експоненцијалног раста, појављује се у многим областима математике, а једна могућа дефиниција њене вредности је следећи израз:
{\displaystyle e=\lim _{n\to \infty }\left(1+{\frac {1}{n}}\right)^{n}}
На пример, швајцарски математичар Јакоб Бернули је открио да се e јавља у сложеној камати: рачун који почиње од $1 и доноси камату по годишњој стопи R са континуираним сједињавањем, на крају ће се акумулирати у eR долара. Константа e такође има прмене у теорији вероватноће, где настаје на начин који није очигледно повезан са експоненцијалним растом. Ако се претпостави да се слот машина са вероватноћом победе игра n пута. Тада је за велико n  (као што је милион) вероватноћа да се ништа неће добити приближно  1/e и тежи овој вредности кад n тежи бесконачности.
Друга примена e, коју је делом открио Јакоб Бернули, заједно са француским математичарем Пјером Ремоном де Монмором, налази се у проблему растројства, познатом и као проблем провере шешира. Овде је n гостију позвано на забаву, а на вратима сваки гост преда свој шешир батлеру који их затим смешта у обележене кутије. Батлер не зна имена гостију, па их мора ставити у насумично одабране кутије. Де Монморов проблем је: колика је вероватноћа да ниједан шешир не буде стављен у коректну кутију. Одговор је
{\displaystyle p_{n}=1-{\frac {1}{1!}}+{\frac {1}{2!}}-{\frac {1}{3!}}+\cdots +(-1)^{n}{\frac {1}{n!}}}
и како n тежи бесконачности, pn се приближава 1/e.
Нумеричка вредности од e је приближно 2,7182818284 (секвенца A001113 у ).

## Табела математичких константи
Коришћене ознаке:
I — ирационалан број, A — алгебарски број, T — трансцедентан број, ? — непозната
Gen — уопштено, NuT — Теорија бројева, ChT — Теорија хаоса, Com — Комбинаторика, Inf — Теорија информација, Ana — Математичка анализа
| Симбол | Приближна вредност                            | Име                                                    | Подручје | N     | Први пут описана | Број познатих децимала |
| ------ | --------------------------------------------- | ------------------------------------------------------ | -------- | ----- | ---------------- | ---------------------- |
| π      | ≈ 3.14159 26535 89793 23846 26433 83279 50288 | Пи, Архимедова константа или Лудолфов број             | Gen, Ana | T     | ?                | 1,241,100,000,000      |
| е      | ≈ 2.71828 18284 59045 23536 02874 71352 66249 | Напијерова константа, основа природног логаритма       | Gen, Ana | T     |                  | 50,100,000,000         |
| √2     | ≈ 1.41421 35623 73095 04880 16887 24209 69807 | Питагорина константа, квадратни корен из два           | Gen      | I,A   |                  | 137,438,953,444        |
| √3     | ≈ 1.73205 08075 68877 29352 74463 41505       | Теодорусова константа, квадратни корен из три          | Gen      | I,A   |                  |                        |
| γ      | ≈ 0.57721 56649 01532 86060 65120 90082 40243 | Ојлер-Машеронијева константа                           | Gen, NuT | ?     |                  | 108,000,000            |
| φ      | ≈ 1.61803 39887 49894 84820 45868 34365 63811 | Златни однос                                           | Gen      | A     |                  | 3,141,000,000          |
| β*     | ≈ 0.70258                                     | Ебре-Трефетенова константа                             | NuT      |       |                  |                        |
| δ      | ≈ 4.66920 16091 02990 67185 32038 20466 20161 | Фајгенбаумова константа                                | ChT      |       |                  |                        |
| α      | ≈ 2.50290 78750 95892 82228 39028 73218 21578 | Фајгенбаумова константа                                | ChT      |       |                  |                        |
| C2     | ≈ 0.66016 18158 46869 57392 78121 10014 55577 | Константа двојног простог броја                        | NuT      |       |                  | 5,020                  |
| M1     | ≈ 0.26149 72128 47642 78375 54268 38608 69585 | Мајзел-Мертенсова константа                            | NuT      |       | 1866 1874        | 8,010                  |
| B2     | ≈ 1.90216 05823                               | Брунова константа за двојне просте бројеве             | NuT      |       | 1919             | 10                     |
| B4     | ≈ 0.87058 83800                               | Брунова константа за просте квадруплете                | NuT      |       |                  |                        |
| Λ      | > – 2.7 · 10−9                                | Брујин-Њуманова константа                              | NuT      |       | 1950?            |                        |
| K      | ≈ 0.91596 55941 77219 01505 46035 14932 38411 | Каталонова константа                                   | Com      |       |                  | 201,000,000            |
| K      | ≈ 0.76422 36535 89220 66                      | Ландау-Рамануџанова константа                          | NuT      | I (?) |                  | 30,010                 |
| K      | ≈ 1.13198 824                                 | Вишнаватова константа                                  | NuT      |       |                  | 8                      |
| B´L    | ≈ 1.08366                                     | Лежандрова константа                                   | NuT      |       |                  |                        |
| μ      | ≈ 1.45136 92348 83381 05028 39684 85892 027   | Рамануџан-Солднерова константа                         | NuT      |       |                  | 75,500                 |
| EB     | ≈ 1.60669 51524 15291 763                     | Ердес-Борвајнова константа                             | NuT      | I     |                  |                        |
| Ω      | ?                                             | Чејтинова константа                                    | Inf      | T     |                  |                        |
| β      | ≈ 0.28016 94990                               | Бернштајнова константа                                 | Ana      |       |                  |                        |
| λ      | ≈ 0.30366 30029                               | Гаус-Кузмин-Вирзингова константа                       | Com      |       | 1974             | 385                    |
| D(1)   | ≈ 0.35323 63719                               | Хафнер-Сарнак-МекКерлијева константа                   | NuT      |       | 1993             |                        |
| λ μ    | ≈ 0.62432 99885                               | Голомб-Дикманова константа                             | Com NuT  |       | 1930 1964        |                        |
|        | ≈ 0.62946 50204                               | Кахенова константа                                     |          |       |                  |                        |
|        | ≈ 0.66274 34193                               | Лапласова граница                                      |          |       |                  |                        |
|        | ≈ 0.80939 40205                               | Алади-Фринстедова константа                            | NuT      |       |                  |                        |
| Λ      | ≈ 1.09868 58055                               | Ленгјелова константа                                   | Com      |       | 1992             |                        |
|        | ≈ 1.18656 91104                               | Кинчин-Левијева константа                              | NuT      |       |                  |                        |
|        | ≈ 1.20205 69031 59594 28539 97381             | Аперијева константа                                    |          |       | 1979             | 1,000,000,000          |
| θ      | ≈ 1.30637 78838 63080 69046                   | Милсова константа                                      | NuT      | ?     | 1947             |                        |
|        | ≈ 1.45607 49485 82689 67139 95953 51116 54356 | Бекхаусова константа                                   |          |       |                  |                        |
|        | ≈ 1.46707 80794                               | Портерова константа                                    | NuT      |       | 1975             |                        |
|        | ≈ 1.53960 07178                               | Либова константа коцкице леда (оригинал од 05.03.2005) | Com      |       | 1967             |                        |
|        | ≈ 1.70521 11401 05367                         | Нивенова константа                                     | NuT      |       | 1969             |                        |
|        | ≈ 2.58498 17596                               | Сјерпинскијева константа                               |          |       |                  |                        |
|        | ≈ 2.68545 2001                                | Кинчинова константа                                    | NuT      | ?     | 1934             | 7350                   |
| F      | ≈ 2.80777 02420                               | Франсен-Робинсонова константа                          | Ana      |       |                  |                        |
| L      | ≈ .5                                          | Ландауова константа                                    | Ana      |       |                  | 1                      |